# 賴尼施科格爾山 (拉萬塔爾阿爾卑斯山脈)

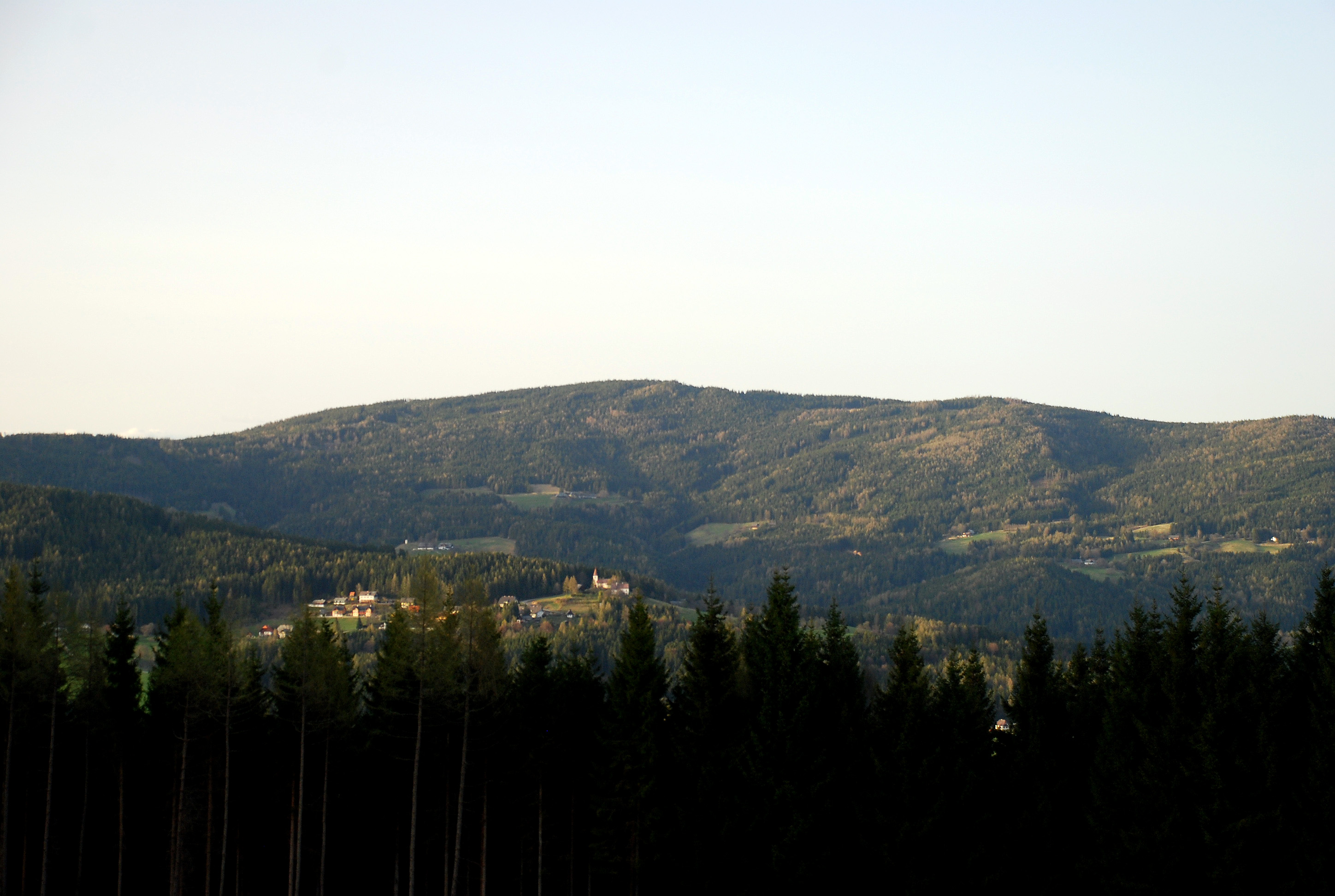

46°55′40″N 15°6′53″E / 46.92778°N 15.11472°E
賴尼施科格爾山（德語：Reinischkogel），是奧地利的山峰，位於該國東南部，由施泰爾馬克州負責管轄，屬於拉萬塔爾阿爾卑斯山脈的一部分，海拔高度1,463米。